# امیرحسین اسماعیل‌زاده
امیرحسین اسماعیل‌زاده بازیکن فوتبال است که در پست مدافع در لیگ برتر خلیج فارس بازی می‌کند.
وی همچنین در تیم ملی فوتبال نوجوانان ایران بازی کرده‌است.

## زندگی حرفه‌ای
وی اولین بازی خود در لیگ برتر خلیج فارس را در هفتهٔ یازدهم (۹۹–۱۳۹۸) و در بازی مقابل پیکان انجام داد.

## تیم ملی
وی همچنین ۵ بازی برای تیم ملی فوتبال نوجوانان ایران در جام جهانی فوتبال زیر ۱۷ سال ۲۰۱۷ انجام داد.